# إدوارد أ. نونان
إدوارد أ. نونان هو سياسي أمريكي، ولد في 20 ديسمبر 1852 في ريدينغ في الولايات المتحدة، وتوفي في 23 سبتمبر 1927 في سانت لويس في الولايات المتحدة. نشط حزبياً في الحزب الديمقراطي.